# Erromango
Erromango là đảo lớn thứ bốn ở Vanuatu. Erromango là hòn đảo lớn nhất trong tỉnh Tafea, tỉnh cực nam của Vanuatu. Điểm cao nhất là núi Santop, tại 886 m. Làng của nó lớn nhất là cảng Narvin (Potnarvin) và Dillons Bay (Upongkor). Các cựu ngôi làng chính là Ipota. Tổng diện tích của Erromango là 888 km ².
Tên gọi cũ của đảo là Đảo liệt sĩ do các nhà truyền giáo Presbyterian vào thế kỷ 19, vì nguy cơ gắn liền với hoạt động truyền giáo ở đó.
John Williams của Hội Truyền giáo London qua đời ở Dillon Vịnh năm 1839. Trong tháng 12 năm 2009, sau khi một sự hợp tác lâu dài giữa Bảo tàng Nhân học tại Đại học British Columbia và các nhà lãnh đạo giáo hội và văn hóa ở Vanuatu, con cháu của Williams đã đến Erromango để chấp nhận lời xin lỗi của con cháu của những người đã giết chết tổ tiên của họ trong một buổi lễ hòa giải. Để đánh dấu sự kiện này, vịnh Dillons được đổi tên thành vịnh Williams.